# NGC 827
NGC 827 is een spiraalvormig sterrenstelsel in het sterrenbeeld Walvis. Het hemelobject werd op 7 november 1784 ontdekt door de Duits-Britse astronoom William Herschel.

## Synoniemen
- PGC 8196
- UGC 1640
- MCG 1-6-46
- ZWG 413.47
- IRAS02062+0744